# 日湖生活百貨
日湖生活百貨是一間位於台北市內湖區的社區型百貨，2009年4月1日開業，營業面積約6,200坪，座落於台北捷運文湖線內湖站正前方。前身為1992年開業，為內湖區首間社區百貨的德安生活百貨，2009年3月德安生活百貨因租約到期而結束營業，並由房東元大建設接手經營，更名為日湖生活百貨。2012年4月15日，日湖生活百貨因租約到期而結束營業，2014年由上市公司興富發建設（已於2010年買進日湖生活百貨所在的土地及建物），將其拆除重建成兩棟29層的住商大樓「雙湖匯」。

## 歷史沿革

### 德安生活百貨時期

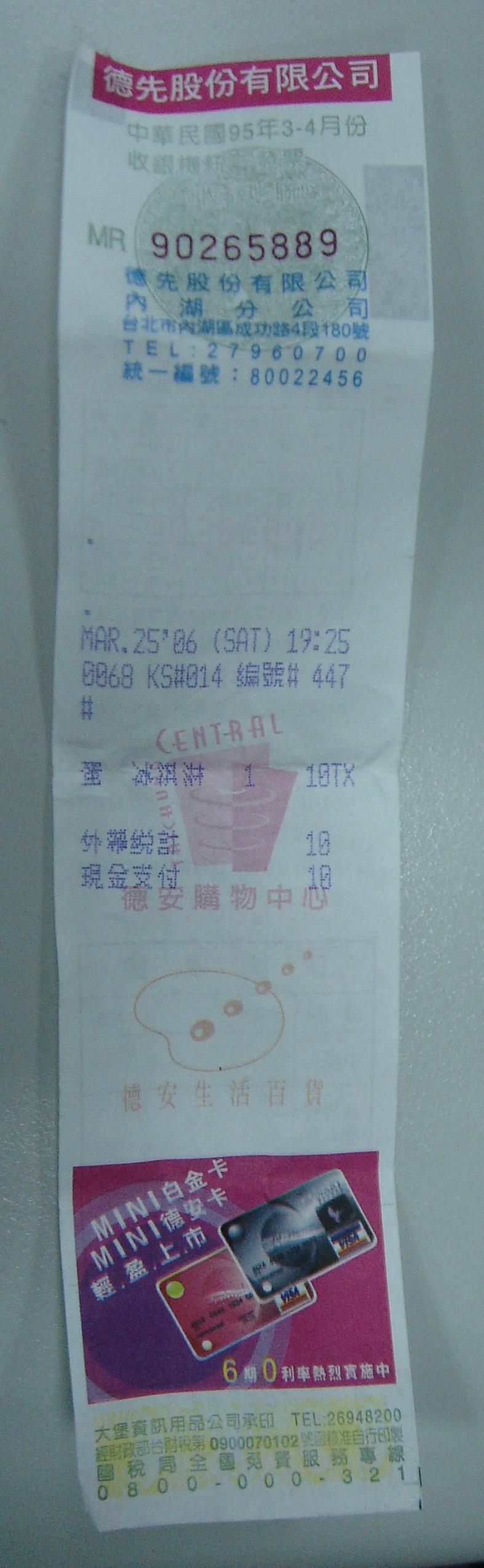
「德先股份有限公司內湖分公司」開立的統一發票

- 1992年3月：成立「德安開發股份有限公司內湖分公司」；11月27日德安生活百貨開業。
- 2003年5月：公司登記名稱變更為「德先股份有限公司內湖分公司」。
- 2006年：房東新東陽將該筆不動產轉售給元大建設。
- 2009年3月：德安生活百貨因租約到期而結束營業。

### 日湖生活百貨時期

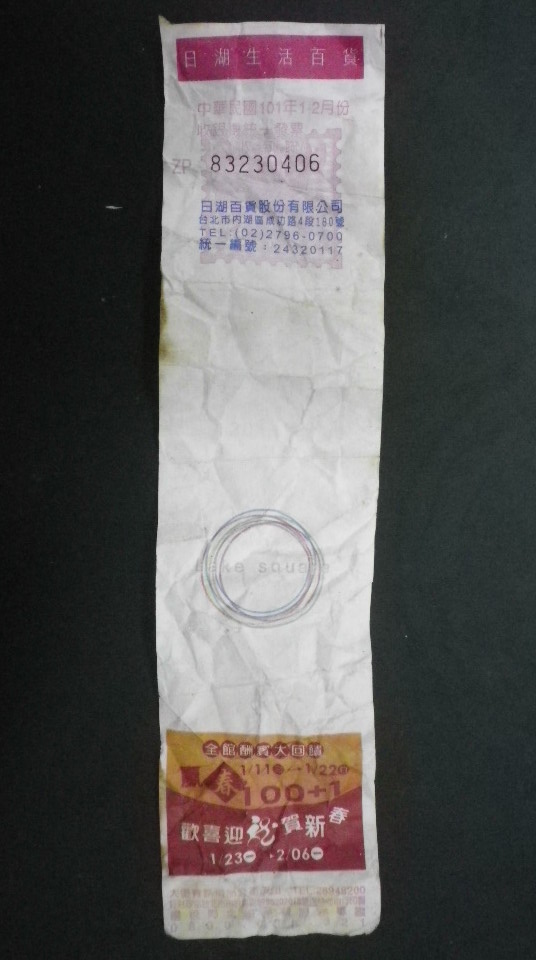
「日湖百貨股份有限公司」開立的統一發票

- 2009年4月：房東元大建設接手經營，並更名為日湖生活百貨；5月：與元大銀行共同發行「元大日湖聯名信用卡」。
- 2010年7月：元大建設轉售該筆不動產給興富發建設，
- 2012年4月：日湖生活百貨因租約到期結束營業。
- 2014年：興富發建設將整棟百貨拆除重建，將改建為29層的豪宅大樓，並定名為「雙湖匯」。

## 樓層簡介（日湖生活百貨時期）

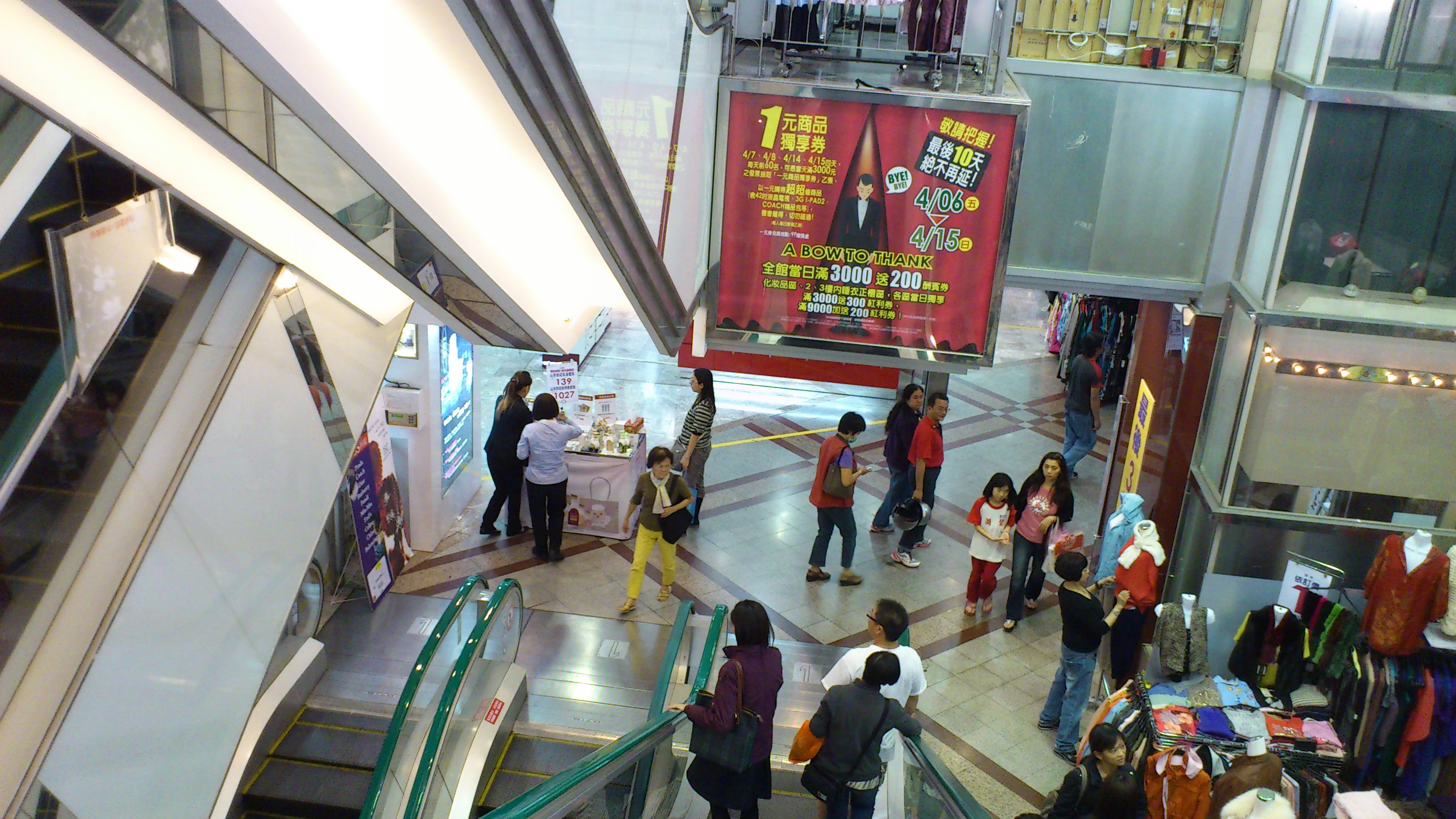
日湖生活百貨1樓

| 樓層  | 名稱              | 內容                                                                      |
| ----- | ----------------- | ------------------------------------------------------------------------- |
| 9F    | 中西美食/文化教室 | 展覽場、餐廳(加州風洋食館、大大茶館)                                      |
| 8F    | 特色美食/娛樂館   | 電子遊樂場、餐廳(春水堂人文茶館、壽喜燒一丁、鬥牛士牛排→櫻京都手作居食屋) |
| 7F    | 書店/運動休閒館   | 鞋、運動用品、運動服裝、金石堂書店                                        |
| 6F    | 居家生活館        | 家庭用品、家電、家具、寢具                                                |
| 5F    | 童漾館            | 玩具、童裝、童鞋                                                          |
| 4F    | 紳士精品館        | 男裝                                                                      |
| 3F    | 時尚仕女館        | 女裝                                                                      |
| 2F    | 摩登少女館        | 女裝                                                                      |
| 1F    | 美妝名品館        | 化妝品、衣物、鞋、麥當勞                                                  |
| B1    | 美食坊            | 松青超市、美食街(德安生活百貨時期曾設有溫娣漢堡)、一些餐飲類攤位          |
| B2~B4 | 停車場            | 停車場                                                                    |

### 德安集團時期
- 德安購物中心（位於台中市東區）
- 德安百貨（位於台南市東區）